# Třída L. Y. Spear
Třída L.Y. Spear byla třída mateřských lodí ponorek postavených pro námořnictvo Spojených států amerických. Hlavním úkolem plavidel byla podpora amerických jaderných útočných ponorek. Celkem byly postaveny dvě jednotky, provozované americkým námořnictvem v letech 1970–1996.

## Stavba
Celkem byly postaveny dvě jednotky této třídy. Postavila je americká loděnice General Dynamics Quincy Shipbuilding Division v Quincy ve státě Massachusetts. Do služby byly přijaty v letech 1970–1971.
Jednotky třídy L.Y. Spear:
| Jméno                   | Zahájení stavby | Spuštěna na vodu | Vstup do služby | Status                                                                  |
| ----------------------- | --------------- | ---------------- | --------------- | ----------------------------------------------------------------------- |
| USS L. Y. Spear (AS-36) | 5. května 1966  | 7. září 1967     | 28. února 1970  | Vyřazena 6. září 1996, sešrotována.                                     |
| USS Dixon (AS-37)       | 7. září 1967    | 20. června 1970  | 7. srpna 1971   | Vyřazena 15. prosince 1995, potopena 21. července 2003 jako cvičný cíl. |

## Konstrukce

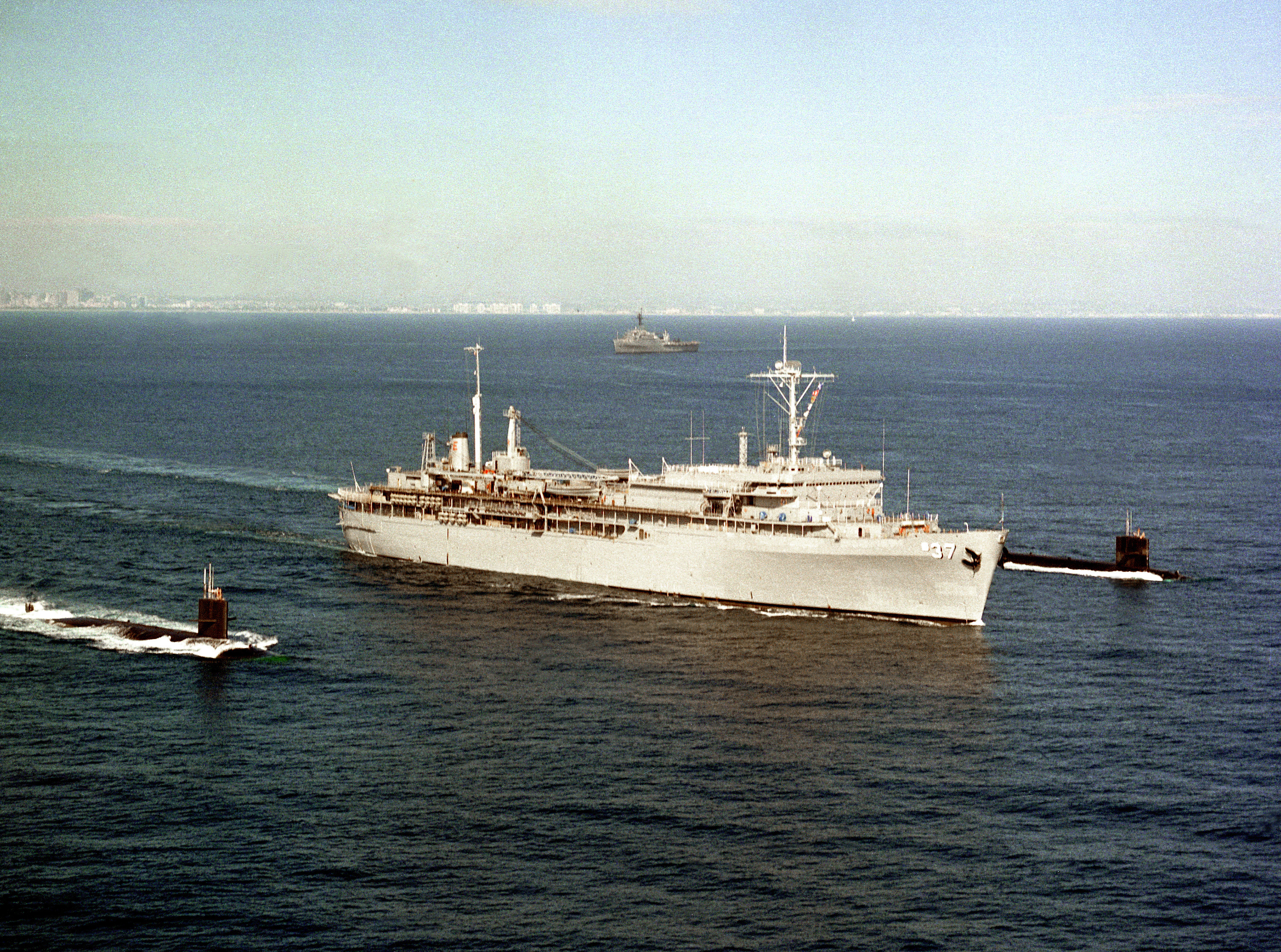
USS Dixon (AS-37) v doprovodu jaderných útočných ponorek třídy Sturgeon USS Guitarro (SSN-665) a USS Gurnard (SSN-662)

Plavidla byla vyzbrojena čtyřmi 12,7 mm kulomety. Pohonný systém tvořily dva kotle Combustion Engineering a parní turbína De Laval, která dodávala jednomu lodnímu šroubu výkon 20 000 koní (14,9 MW). Nejvyšší rychlost dosahovala 20 uzlů.